# Révolution de Velours
Pour l’article homonyme, voir révolution arménienne de 2018.
La révolution de Velours (en tchèque : sametová revoluce) ou révolution douce (en slovaque : nežná revolúcia), remarquable — d'où son nom — par le peu de sang versé, se déroula en Tchécoslovaquie du 16 novembre au 29 décembre 1989, précipitant la chute du régime du Parti communiste tchécoslovaque et la fin de la République socialiste tchécoslovaque, dans la lignée de la chute des régimes communistes de l'Est européen.

## Origines
L'année 1988 est, pour les Tchèques, l'anniversaire de plusieurs événements historiques fondamentaux tous relatifs à leur indépendance : 1918 marque la création de la Tchécoslovaquie, 1938 les accords de Munich, 1948 le coup de Prague, 1968 le Printemps de Prague et l'invasion par les armées du Pacte de Varsovie. Les autorités communistes intensifient alors la répression contre les activités de la Charte 77. Cependant, quelques manifestations notables ont lieu dans toute la Tchécoslovaquie, telles que :
- le 28 octobre 1988, manifestations à Prague (anniversaire de la proclamation de la république en 1918)[1] ;
- le 10 décembre 1988, manifestation autorisée pour la défense des droits de l'homme sur la place Škroupovo à Žižkov ;
- le 15 et 20 janvier 1989, « semaine Palach », une série de manifestations commence le 15 janvier dans le cadre de l'anniversaire de la mort de Jan Palach[2];
- le 21 août 1989, manifestation commémorative contre l'intervention des armées du pacte de Varsovie ;
- le 28 octobre 1989, manifestation place Venceslas ;
- le 10, 11 et 14 novembre 1989, manifestation écologique à Teplice.

## Ouverture du Rideau de Fer
L’État socialiste tchécoslovaque était, en réalité, très fragilisé par cette prise de parole des citoyens. Celui-ci commence à vaciller quand des milliers de citoyens est-allemands prennent la fuite de l’Allemagne de l’Est quand ils apprennent l’ouverture de la frontière hongroise au mois de juillet 1989 et l’ambassade d'Allemagne fédérale à Prague se transforme en un camp de réfugiés pour plusieurs centaines de personnes que le gouvernement est-allemand ne peut plus empêcher de partir.
Après la chute du mur de Berlin, le 9 novembre 1989 et l’ouverture du rideau de fer, les scènes de joie qui éclatèrent à Berlin furent suivies à Prague par télévision interposée, ce qui encouragea la contestation. Sur la place Venceslas, où l’étudiant Jan Palach s’était immolé par le feu en 1969 contre la répression du printemps de Prague et la fin du socialisme à visage humain, des centaines de milliers de personnes manifestèrent soir après soir.

## Révolution de novembre
À Prague, l’intelligentsia avait alors un prestige inégalé et jouait un rôle très important dans la conscience nationale. Václav Havel, dramaturge bien connu et récemment sorti de prison où il avait passé cinq années, prit bientôt la tête des manifestations contre la dictature. D'autre part, un garde barrière slovaque, Augustin Navratil, père de neuf enfants, à partir de 1987, fit circuler une pétition pour la liberté religieuse, très réprimée en Tchécoslovaquie ; de nombreux prêtres étaient en prison et la plupart des diocèses étaient dépourvus d'évêques. Cette pétition reçut en deux ans 200.000 signatures ; or, signer un tel document pouvait attirer de sérieux ennuis : exclusion de l'université pour sa famille, persécutions policières, poursuites judiciaires, pertes d'emploi, etc. Les chrétiens commencent donc à se mobiliser eux aussi. 
L’État communiste était donc attaqué sur deux fronts en même temps par des gens qui n’avaient plus peur de proclamer leurs aspirations : la démocratie, un État de droit, la liberté de penser et la liberté religieuse, ce qui allait provoquer sa chute
Les événements débutèrent le 16 novembre 1989 avec une manifestation pacifique d’étudiants à Bratislava. Le lendemain, une autre manifestation pacifique à Prague fut réprimée par la police, entraînant à son tour une série de manifestations populaires du 19 au 27 novembre.

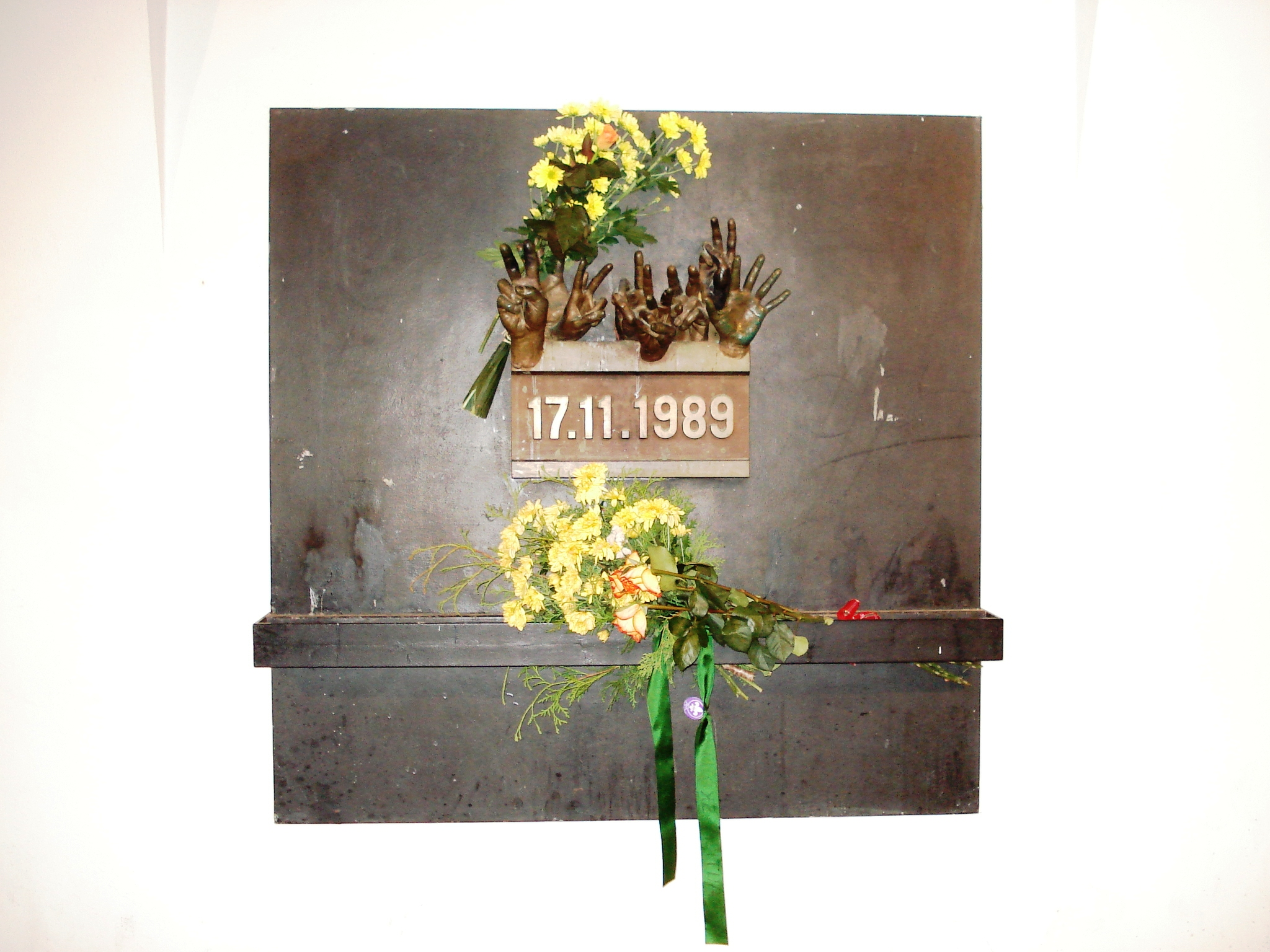
Mémorial aux manifestations du 17 novembre 1989, Prague.
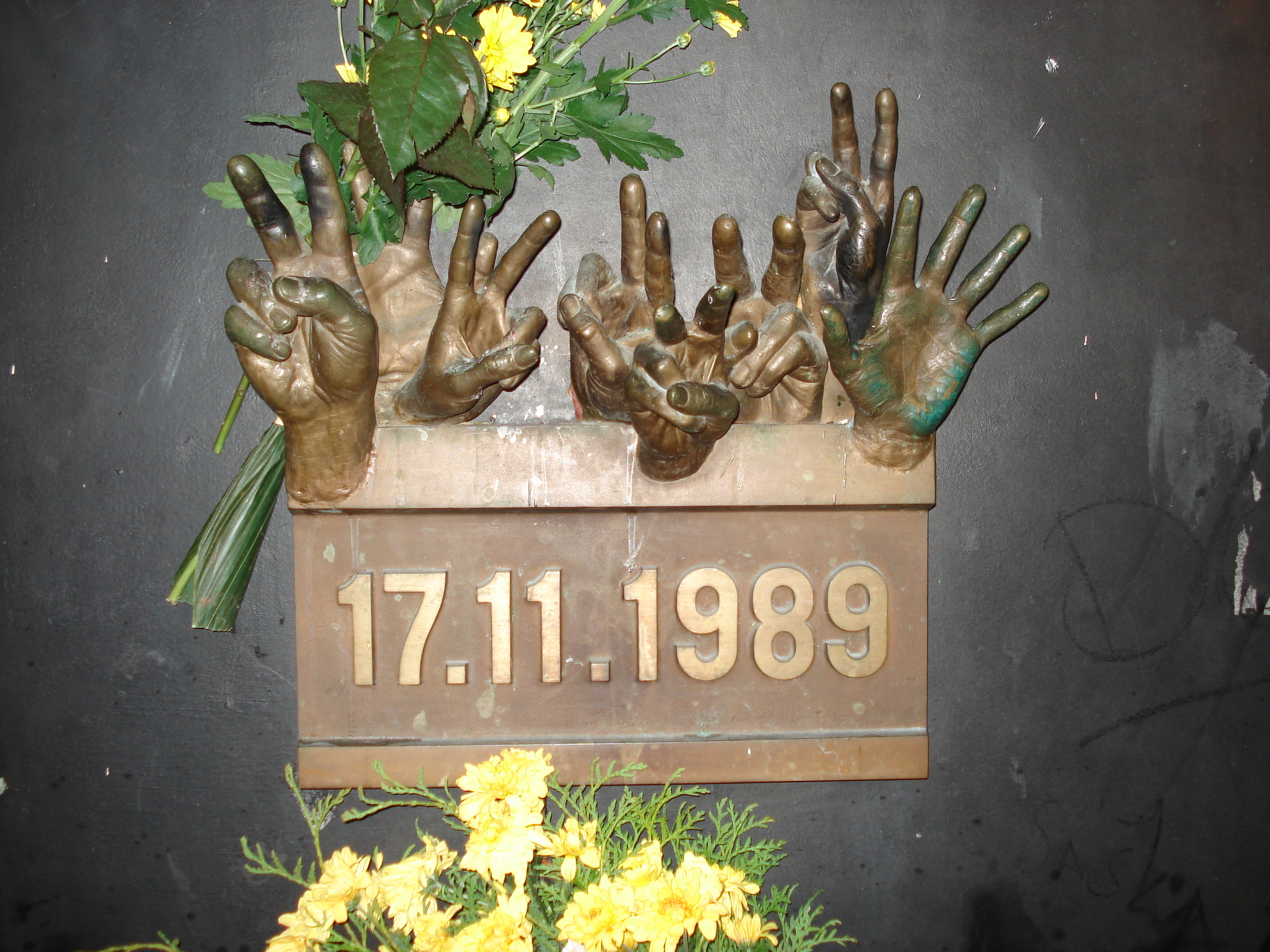
Détail.

Le 17 novembre, dans les rues de Prague, la police anti-émeutes disperse une manifestation pacifique de 15 000 étudiants,. La rumeur fausse, annoncée par Radio Free Europe, selon laquelle l’intervention musclée aurait fait un mort, n’a pas découragé les manifestants  pacifiques. Leurs manifestations se multiplièrent : du 19 au 20 novembre, leur nombre passa de 200 000 à 500 000.
Le 24 novembre, Milouš Jakeš, secrétaire général du Parti unique inféodé à l’Union soviétique, est remplacé par un jeune nouveau venu : Karel Urbánek. Le 25 novembre le nombre des manifestants atteint 800 000. Le 27 novembre, une grève générale paralyse le pays durant deux heures. Dans le contexte de la chute des régimes communistes en Europe et des manifestations grandissantes, le Parti unique annonça le 28 novembre qu’il abandonnait le pouvoir et demanda à l’Assemblée fédérale d’abolir l’article de la Constitution qui lui attribuait le rôle dirigeant dans la société et l’État. De jure comme de facto, cela autorisait la création d’autres partis politiques et des élections à candidats multiples. Les fils de fer barbelés et électrifiés furent retirés des frontières ouest-allemande et autrichienne le 5 décembre 1989. Le 10 décembre, le président communiste Gustáv Husák intronisa le premier gouvernement largement non-communiste depuis 1948, et démissionna,, réalisant qu’il ne pouvait plus compter sur l’aide de l’Union soviétique, engagée dans la glasnost et la perestroïka. Le « père » du socialisme à visage humain de 1968, Alexander Dubček, fut élu président de l’Assemblée fédérale le 28 décembre, et Václav Havel président de République tchécoslovaque le 29 décembre 1989. Le nouveau président n’envisageait pas du tout l’accès à ce poste dans les jours précédant la chute de la dictature, et dut se faire un peu prier pour accepter : aussi, son mandat devait expirer 40 jours après les premières élections parlementaires libres qui devaient suivre.
Sur certains calicots brandis par les manifestants, le nombre 89 était retourné de telle manière qu’on pouvait y lire 68. 1968 et 1989 : la tentation était grande de voir dans la révolution de Velours la reprise du printemps de Prague, interrompu durant deux décennies par la « normalisation ».
Au cours de cette Révolution de Velours il n’y eut pas d’effusion de sang. Le pays venait de vivre un coup de Prague à l’envers.

## Nouveau régime
Après des négociations entre Tchèques et Slovaques, le pays prit le nouveau nom officiel de République fédérale tchèque et slovaque. L’une des conséquences de la révolution de Velours fut l’élection en juin 1990 du premier gouvernement démocratique et entièrement non-communiste en plus de quarante ans. Marián Čalfa, membre du parti communiste jusqu'à la dissolution de ce dernier, demeura chef du gouvernement et continua jusqu'en 1992 d'assurer la transition démocratique.
Une conséquence secondaire de la révolution fut l'engouement soudain des consommateurs pour les « nouveautés » dont ils avaient été privés – pour la plupart d'entre eux – pendant des années ; de très nombreuses marques apparurent dont ils n'avaient jamais entendu parler, et les marques locales souffrirent d'une baisse de popularité (à l'exception des produits autrefois destinés à l'export, perçus comme étant de meilleure qualité).
Les anciens dirigeants communistes se rallièrent en masse – en tous cas par la rhétorique – à la nouvelle donne démocratique, et fournirent la majorité des cadres qui, sous l'égide du premier ministre puis président Václav Klaus, forment aujourd'hui la classe dirigeante de la République tchèque.

## La Révolution dans la fiction
- 2019 : Un espion très recherché, mini-série de HBO Europe diffusée sur Arte en août 2021.
- 2019 : Avenue Nationale, film de Stepan Altrichter, diffusé sur Arte en septembre 2021.